# وو بي
وو بي (بالصينية: 吳蓓) هي لاعبة جمباز إيقاعي صينية، ولدت في 22 ديسمبر 1979.

## وصلات خارجية
- وو بي على موقع اللجنة الأولمبية الدولية (الإنجليزية)
- وو بي على موقع أوليمبيديا (الإنجليزية)